# بريندا كيرك
بريندا كيرك (بالإنجليزية: Brenda Kirk)‏ مواليد 11 يناير 1951 في رودسيا - الوفاة 6 سبتمبر 2015، كانت لاعبة كرة مضرب جنوب أفريقية. فازت ببطولة غشتاد لكرة المضرب سنة 1971 كما فازت ببطولة دبلن سنة 1972.

## النهائيات

### الزوجي: 10 (الألقاب 2، الوصافة 8)
| الحصيلة | الرقم | التاريخ       | الدورة                              | الأرضية | الشريك     | المنافس                               | النتيجة        |
| ------- | ----- | ------------- | ----------------------------------- | ------- | ---------- | ------------------------------------- | -------------- |
| الوصافة | 1.    | 5 أبريل 1971  | جوهانسبرغ، جنوب أفريقيا             | صلبة    | لورا روسو  | مارغريت سميث كورت ايفون جولاجونج كولي | 3–6, 2–6       |
| الفوز   | 1.    | 5 يوليو 1971  | غشتاد، سويسرا                       | ترابية  | لورا روسو  | فرانسواز دور ليا بيركلي               | 8–6, 6–3       |
| الوصافة | 2.    | 8 مايو 1972   | بورنموث، المملكة المتحدة            | صلبة    | بيتي ستوف  | ايفون جولاجونج كولي هيلين غورلاي      | 5–7, 1–6       |
| الوصافة | 3.    | 19 يونيو 1972 | بطولة كوينز للتنس، المملكة المتحدة  | عشبية   | بات ووكدن  | روزماري كاسالس بيلي جين كينغ          | 7–5, 0–6, 2–6  |
| الفوز   | 2.    | 15 يوليو 1972 | دبلن                                | عشبية   | بات ووكدن  | ايفون جولاجونج كولي كارين كرانتزكي    | 6–3, 8–10, 6–2 |
| الوصافة | 4.    | 22 يوليو 1972 | بطولة شمال إنجلترا، المملكة المتحدة | عشبية   | بات ووكدن  | ايفون جولاجونج كولي هيلين غورلاي      |                |
| الوصافة | 5.    | 6 أغسطس 1972  | سنسيناتي للماسترز                   | ترابية  | بات ووكدن  | مارغريت سميث كورت ايفون جولاجونج كولي | 4–6, 1–6       |
| الوصافة | 6.    | 20 أغسطس 1972 | بطولة كندا للأساتذة, كندا           | ترابية  | بات ووكدن  | مارغريت سميث كورت ايفون جولاجونج كولي | 6–3, 3–6, 5–7  |
| الوصافة | 7.    | 27 أغسطس 1972 | هافرفورد                            | عشبية   | بات ووكدن  | فرجينيا وايد شارون والش               | 6–3, 3–6, 5–7  |
| الوصافة | 8.    | 6 نوفمبر 1972 | توركاي، المملكة المتحدة             | سجاد    | شارون والش | مارغريت سميث كورت فرجينيا وايد        | 4–6, 4–6       |

## روابط خارجية
- بريندا كيرك على موقع رابطة محترفات التنس (الإنجليزية)
- بريندا كيرك على موقع الاتحاد الدولي لكرة المضرب (الإنجليزية)
- بريندا كيرك على موقع كأس بيلي جين كينغ (الإنجليزية)
- بريندا كيرك على موقع خلاصة التنس.كوم (الإنجليزية)